# كزافييه فيلاسكو
كزافييه فيلاسكو (بالإسبانية: Xavier Velasco)‏ هو كاتب مكسيكي، ولد في 7 نوفمبر 1964 في مدينة مكسيكو في المكسيك.

## وصلات خارجية
- الموقع الرسمي